# Adie-Syndrom
Das Adie-Syndrom besteht aus Pupillotonie (verzögerte Pupillenreaktion), Akkommodotonie (verzögerte Akkommodation) und dem weitgehenden Fehlen von Reflexen (Areflexie), v. a. im Bereich der Beine. Typisch hierbei ist das Fehlen des Triceps-surae-Reflexes (Achillessehnenreflex) bzw. des Patellarsehnenreflex. Es ist benannt nach dem Neurologen William John Adie.
Die Ursache des Syndroms ist unklar, es liegt ihm eventuell eine Funktionsstörung des Ganglion ciliare zugrunde. Es werden auch (möglicherweise inflammatorische) Veränderungen im Diencephalon und/oder im Mesencephalon diskutiert. Der Beginn der Krankheit liegt im Jugend- und mittleren Erwachsenenalter. Die Augensymptome treten meistens erst einseitig, später dann beidseitig auf.
Die Kombination aus dem Adie-Syndrom und einer Hypo- oder Anhidrose wird als Ross-Syndrom bezeichnet.